# Turn the Page
Turn the Page ist das 1995 veröffentlichte dritte und letzte Studioalbum der deutschen Hard-Rock-Band Sargant Fury.

## Entstehung
Die Rezensionen für das zweite Studioalbum der Band, Little Fish, waren sehr positiv ausgefallen, außerdem hatte die Gruppe eine Clubtour als Vorgruppe der 1978 von Ian Gillan gegründeten Band Gillan bestritten. Die Verkaufszahlen waren jedoch mäßig, und Sargant Fury verlor den Plattenvertrag mit WEA Records. Bassist Bauke de Groot verließ die Gruppe und wurde durch Carsten Rebentisch ersetzt. De Groot ist seit 1995 Mitglied bei Hate Squad.
Die neue Plattenfirma von Sargant Fury war Fresh Fruit/SPV, und mit dem Wechsel des Labels vollzog die Gruppe auch eine stilistische Kurskorrektur. Turn the Page wurde von Charlie Bauerfeind und Sascha Paeth produziert und von Balladen und getragenen Songs dominiert. Neben neun eigenen Songs enthielt es zwei Coverversionen, nämlich Maniac von Michael Sembello und Can’t get Enough von Bad Company. Als Gastmusiker wirkten Bauke de Groot, Paul Quinn (Gitarrist von Saxon), Sascha Paeth, Axel Naschke, Jörg Lühring, Charlie Bauerfeind, Ferdy Doernberg, Ralf Nowie, Robert Hunecke und Malcolm Robinson an den Aufnahmen mit. Das Album wurde am 1. Februar 1995 veröffentlicht, im Mai des Jahres stellte Sargant Fury das Album auf einer Deutschland-Tournee vor, wenig später löste die Gruppe sich auf.
Turn the Page wurde 2009 remastered und als Teil des Boxsets Do You Remember - The Anthology, das alle drei Alben der Band enthielt, wiederveröffentlicht. Es erschien damit erstmals auch in den USA.

## Titelliste
1. (4:18) Turn the Page (Sargant Fury)
2. (3:32) Best I Can (Sargant Fury)
3. (5:12) Crack the Mirror (Sargant Fury)
4. (5:07) Time (Sargant Fury)
5. (3:22) K.Y. Kelly (Sargant Fury)
6. (4:01) No Other Way (Sargant Fury)
7. (4:11) Maniac (Michael Sembello)
8. (3:30) Without You (Sargant Fury)
9. (4:32) Main Attraction (Sargant Fury)
10. (4:00) Can’t Get Enough (Mick Ralphs)
11. (3:53) Lucky Day (Sargant Fury)

## Rezeption
Rock Hard schrieb 1995 zu Turn the Page, die Band schlage mit der Veröffentlichung des Albums eine „neue Seite“ auf, und da erscheine es „nur allzu logisch, dass mit dem Plattenfirmenwechsel ein Stilwechsel vonstatten“ gehe. Allerdings sei „die ungezügelte Frische, die das Debüt und den Nachfolger "Little Fish" ausmachten, ist bei weitem nicht mehr so vordergründig“ zu spüren. Die Song-Arrangements seien „besser durchdacht“, und die Produktion habe „einen leichten (zeitgemäßen?) Seventies-Touch abbekommen.“ Turn The Page klänge „superprofessionell,“ lasse aber „den zündenden Funken einige Male vergessen.“ Balladen wie Time oder K.Y. Jelly suchten „in der deutschen Szene ihresgleichen,“ die Coverversion des Popsongs Maniac sei gelungen, aber all das könne „nicht darüber hinwegtäuschen, dass Sargant Fury etwas orientierungslos“ wirkten. Führe man „sich vor Augen, dass man mit Mac einen exzellenten Sänger in der Band“ habe und auch „von den handwerklichen Fähigkeiten der übrigen Musiker her betrachtet locker in den oberen Etagen der heimischen Rock-Szene mithalten könne,“ verblüffe das doch etwas.